# Silene nerimaniae
Silene nerimaniae är en nejlikväxtart som beskrevs av G. E. Genç, Kandemir och I. Genç. Silene nerimaniae ingår i släktet glimmar, och familjen nejlikväxter. Inga underarter finns listade i Catalogue of Life.